# CET 500
CET 500 — румынский транзисторный компьютер второго поколения, разработанный в 1964 году в бухарестском Институте атомной физики инженером Виктором Тома. Впервые представлен на международной ярмарке в Бухаресте. В эксплуатацию введён 13 февраля 1965 года в Институте атомной физики.

## Характеристики
CET 500 выпускался в режиме микропроизводства и использовался для решения промышленных задач. Содержал около 2700 транзисторов и 1900 полупроводниковых диодов, а также внутреннюю память на ферритах (вместимость: 1000 слов × 37 бит). В качестве периферийного оборудования использовал считывающее устройство с перфолент (100 знаков/сек), пишущую машинку (8 знаков/сек) и принтер (5 строк × 160 знаков/сек). Скорость работы — 5 тыс. операций/сек, количество возможных операций — 32, разрядность — 37 бит, параллельная обработка слов. Мог читать только написанные в машинном коде инструкции. Потребляемая мощность — 200 Вт. Мог решать задачи в 15 научно-технических областях.

## CET 501
Вариант под названием CET 501 был выпущен в 1966 году и обладал передовыми характеристиками. Содержал около 4000 транзисторов и 3000 полупроводниковых диодов, а также внутреннюю память на ферритах (вместимость: 1000 слов × 37 бит). В качестве периферийного оборудования использовал считывающее устройство с перфолент (300 знаков/сек), пишущую машинку (8 знаков/сек) и принтер (5 строк × 160 знаков/сек). Скорость работы — 12 тыс. операций/сек, количество возможных операций — 64, разрядность — 37 бит, параллельная обработка слов. Мог читать только написанные в машинном коде инструкции. Потребляемая мощность — 500 Вт. Предназначался для металлургического кобмината Хунедоара.

## См.также
- История вычислительной техники в Румынии[рум.]